# Amerila
Amerila é um género de traça pertencente à família Arctiidae.
São originarias da Austrália, da Índia, da Ásia e da África.

## Espécies
- Amerila abdominalis (Rothschild, 1933)
- Amerila accra (Strand, 1919)
- Amerila affinis (Rothschild, 1910)
- Amerila alberti (Rothschild, 1910)
- Amerila albivitrea (Hampson, 1901)
- Amerila aldabrensis (Fryer, 1912)
- Amerila androfusca (Pinhey, 1952)
- Amerila arthusbertrand (Guérin-Méneville, 1830)
- Amerila astreus (Drury, 1773)
- Amerila bauri (Möschler, 1884)
- Amerila bipartita (Rothschild, 1910)
- Amerila brunnea (Hampson, 1901)
- Amerila bubo (Walker, 1855)
- Amerila castanea (Hampson, 1911)
- Amerila catinca Häuser et Boppre, 1997
- Amerila cynira (Muller, 1980), nomen nudum
- Amerila crokeri (MacLeay, 1826)
- Amerila curta (Rothschild, 1917)
- Amerila erythropus (Rothschild, 1917)
- Amerila eugenia (Fabricius, 1794)
- Amerila femina (Berio, 1935)
- Amerila fennia (Druce, 1887)
- Amerila fumida (Swinhoe, 1901)
- Amerila fuscivena (Hampson, 1916)
- Amerila howardi (Pinhey, 1955)
- Amerila kiellandi Häuser et Boppre, 1997
- Amerila kuehni (Rothschild, 1910)
- Amerila lactea (Rothschild, 1910)
- Amerila leucoptera (Hampson, 1901)
- Amerila lineolata (Kiriakoff, 1954)
- Amerila lucida (Muller, 1980), nomen nudum
- Amerila lupia (Druce, 1887)
- Amerila luteibarba (Hampson, 1901)
- Amerila madagascariensis (Boisduval, 1847)
- Amerila magnifica (Rothschild, 1910)
- Amerila makadara Häuser et Boppre, 1997
- Amerila mulleri Häuser et Boppre, 1997
- Amerila myrrha (Muller, 1980), nomen nudum
- Amerila nigrivenosa (Grünberg, 1910)
- Amerila nigroapicalis (Aurivillius, 1900)
- Amerila nigropunctata (Bethune-Baker, 1908)
- Amerila niveivitrea (Bartel, 1903)
- Amerila omissa (Rothschild, 1910)
- Amerila phaedra Weymer, 1892
- Amerila piepersii Snellen, 1879
- Amerila puella (Fabricius, [1794])
- Amerila rhodopa Walker, 1865
- Amerila roseomarginata (Rothschild, 1910)
- Amerila rubripes Walker, 1865
- Amerila rufifemur (Walker, 1855)
- Amerila rufitarsis (Rothschild, 1917)
- Amerila serica Meyrick, 1886
- Amerila shimbaensis Häuser et Boppre, 1997
- Amerila simillima (Rothschild, 1917)
- Amerila syntomina (Butler, 1878)
- Amerila thermochroa (Hampson, 1916)
- Amerila timolis (Rothschild, 1914)
- Amerila vidua (Cramer, 1780)
- Amerila vitrea Plötz, 1880

### Espécies incorretamente colocadas
- Amerila atrivena Hampson, 1907 (em Dubatolovia, Spilosomini)
- Amerila hersilia Druce, 1887 (em Caryatis, Nyctemerini)
- Amerila phileta (Drury, 1782) (em Caryatis, Nyctemerini)
- Amerila stenoperas Hampson, 1910 (em Caryatis, Nyctemerini)

#### Nota
Caryatis espécie não morfologicamente relacionadas com Amerila.